# Kiss the Stars
Kiss The Stars è un brano della cantautrice inglese Pixie Lott ed è il terzo singolo estratto da Young Foolish Happy, secondo album della cantante. Il singolo è uscito nel Regno Unito in download digitale il 29 gennaio 2012. Il brano dance-pop è stato scritto dalla stessa Pixie in collaborazione con i suoi produttori Mads Hauge and Phil Thornalley. Molti critici hanno giudicato il brano in maniera negativa per la sua somiglianza con Firework, brano di Katy Perry del 2010. Il video del brano è stato accolto in maniera generalmente positiva.
Il video ufficiale del singolo è stato postato nell'account YouTube di Pixie Lott il 10 gennaio 2012. Ha un tema futuristico, come la canzone, ha sfondi colorati e all'interno sono presenti robot che si muovono insieme a Pixie. Capital FM ha criticato positivamente la clip descrivendolo "visualmente eccitante". Entertainmentwise l'ha definito bizzarro ma buono.

## Classifiche
Il brano pochissimo tempo dopo l'uscita del videoclip è balzato nelle prime posizioni di iTunes UK e in classifica ha debuttato alla posizione numero 14, per poi salire alla 8,e dopo una settimana alla posizione numero 5. Stessa cosa in Scozia, dove con due settimane, passa dalla posizione 13 alla 8. Nell'ultima settimana di gennaio e nella prima di febbraio, il singolo entra anche nella posizione numero 33 della classifica irlandese.
| Classifica (2012) | Posizione |
| ----------------- | --------- |
| Irlanda           | 33        |
| Regno Unito       | 8         |
| Romania           | 59        |
| Scozia            | 5         |

1. ↑  (EN) Kiss the Stars, su British Phonographic Industry. URL consultato il 17 aprile 2020.